# Mateușivka, Buceaci
Mateușivka (în ucraineană Матеушівка) este un sat în comuna Dobropole din raionul Buceaci, regiunea Ternopil, Ucraina.

## Demografie
Componența lingvistică a localității Mateușivka
     Ucraineană (100%)
Conform recensământului din 2001, toată populația localității Mateușivka era vorbitoare de ucraineană (100%).